# György Végh
György Végh (n. 1919 – d. 1982) a fost un scriitor maghiar.
1. 1 2  Végh György, Catalogo Vegetti della letteratura fantastica
2. ↑  György Végh, Autoritatea BnF
3. ↑  Muzeul Literar Petőfi, accesat în 7 iunie 2020
4. ↑   https://epa.oszk.hu/00000/00003/00030/nevmutato.html Lipsește sau este vid: |title= (ajutor)
5. ↑   https://epa.oszk.hu/00000/00003/00030/adattar.html Lipsește sau este vid: |title= (ajutor)
6. ↑  Autoritatea BnF, accesat în 25 martie 2017